# Verme

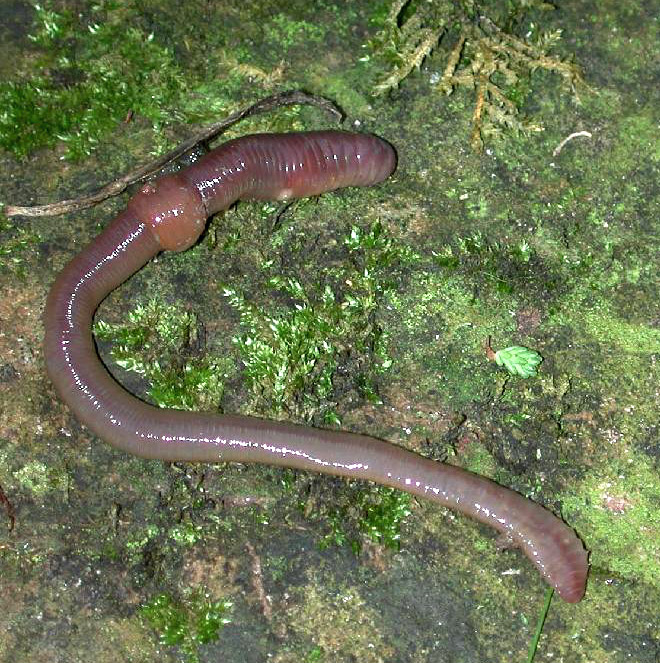
Lombrico

Con il termine verme si indicano comunemente animali appartenenti a diversi phyla, invertebrati, generalmente di piccole dimensioni e dal corpo allungato e molle, senza arti sviluppati, per esempio i lombrichi.
In medicina si preferisce usare la parola "elminti" per indicare i parassiti animali vermiformi (ad esempio Taenia solium, conosciuto come verme solitario, è un elminte).

## Proprietà
In particolare si chiamano così animali appartenenti ai seguenti gruppi:
- gli Anellidi;
- i Platelminti (vermi piatti);
- i Nematodi (vermi cilindrici).

Il termine è anche usato in riferimento a molte specie esclusivamente marine, come ad esempio:
- gli enteropneusti che hanno caratteristiche vicine alla linea evolutiva dei cordati;
- i chetognati che si nutrono di piccoli animali presenti in mare aperto;
- i sipunculoidei, lontani parenti dei lombrichi mentre
- i nemertini sono affini ai vermi piatti.

Le teredini, per quanto vermiformi, sono classificate come molluschi.
I vermi patogeni causano una parassitosi definita elmintiasi.
Il termine verme si ritrova spesso nelle mitologie e nei poemi epici del nord Europa in riferimento ai draghi spesso raffigurati come dei mostruosi serpenti. Ne sono esempi classici il verme di Lambton e il lindworm, letteralmente serpente verme. Analogamente, nei Paesi alpini di lingua tedesca è presente la figura del Tatzelwurm ("verme con le zampe"), una sorta di draghetto serpentiforme con due piccole zampe o anche, secondo le versioni, un paio di piccole ali.
Già chiamati da Aristotele gli «intestini del suolo», i vermi sono stati oggetto di uno studio da parte del naturalista Charles Darwin (Muffa vegetale e vermi della terra, 1881) il quale ne sottolineva l'importanza per la vitalità di un terreno, sostenendo che essi sono capaci di ingerire la terra, scavandola in profondità, e di restituirla in una forma che consente la fertilità e la crescita della vegetazione.